# Videogiochi nel 1987

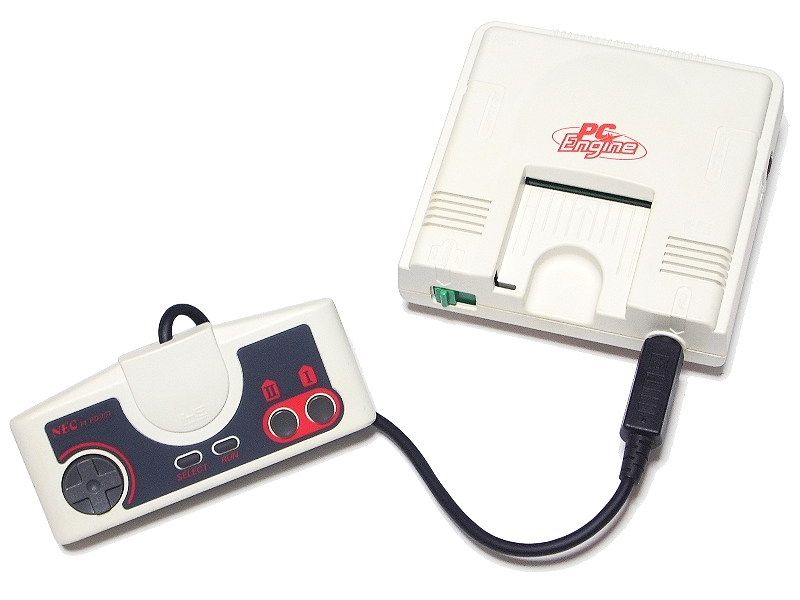
PC Engine

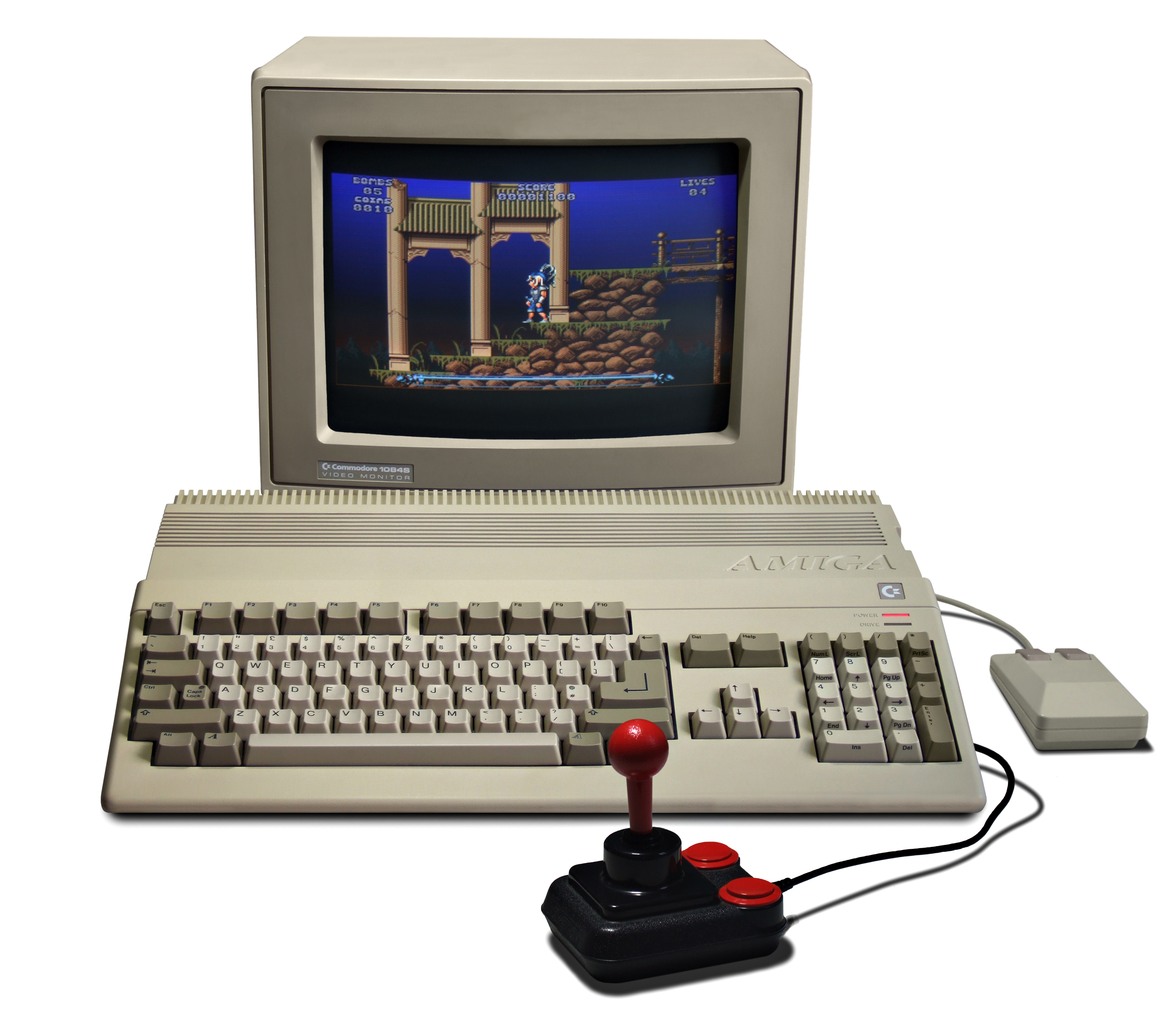
Amiga 500

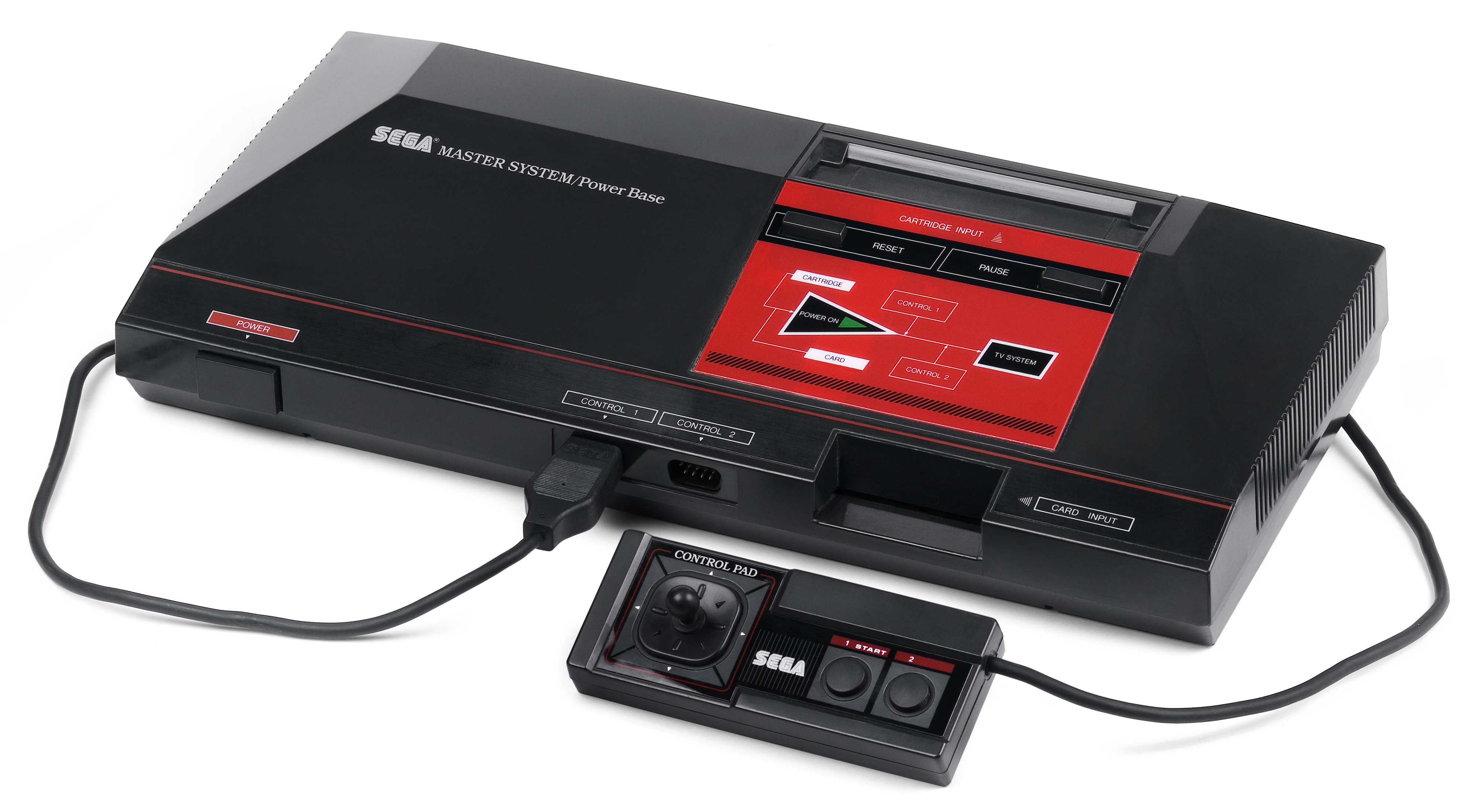
Sega Master System

Eventi rilevanti avvenuti nell'industria dei videogiochi nel 1987. 
Per un elenco delle voci su giochi usciti nell'anno vedi Categoria:Videogiochi del 1987.

## Eventi

### Aziende
- 8 marzo — Viene fondata la The Bitmap Brothers[1].
- 22 settembre — Viene fondata l'Apogee Software[1].
- Viene fondata la Factor 5.
- Viene fondata la Maxis.
- Viene fondato lo studio Papyrus Design Group.
- Viene fondata la The Creative Assembly.
- Viene fondata la Bullfrog Productions.
- Viene fondata la filiale europea della Electronic Arts, che pubblica sia titoli americani sia realizzati in Europa[2].

### Hardware
- 18 ottobre — SEGA mette in vendita la console Sega Master System, già uscita in Occidente, anche in Giappone, con grande successo[1].
- 30 ottobre — NEC mette in vendita la console PC Engine in Giappone; il suo potenziale è straordinario, ma arriverà ufficialmente in Occidente solo due anni dopo[1].
- Escono i computer Amiga 500 e Amiga 2000. Inizia la grande concorrenza tra Amiga 500 e Atari 520ST come potenti macchine da gioco; l'ST è inizialmente in vantaggio essendo uscito prima e meno costoso[2]. L'Amiga 500 debutta il 4 aprile nei Paesi Bassi e a ottobre nel resto del mondo; diventerà l'home computer a 16 bit più amato[1].
- Escono i computer ZX Spectrum +3, Atari Mega ST e vari nuovi modelli di IBM compatibili; grazie al diffondersi di questi ultimi, inizia a diventare conveniente anche in Europa la produzione di giochi per PC[2].
- Acorn presenta il computer Acorn Archimedes, il più spettacolare dell'anno, notevole per la tecnologia RISC a 32 bit e ottima macchina da gioco; tuttavia era costoso e gli sviluppatori di giochi erano già molto impegnati con Amiga e Atari ST[2].
- Namco sviluppa la scheda per arcade Namco System 1 e alla fine dell'anno presenta la Namco System 2.
- Atari Corporation presenta la console XE Game System (XEGS).
- Viene sviluppato lo standard VGA per i computer IBM-compatibili.
- AdLib diventa la scheda sonora "standard" dei computer IBM-compatibili.
- Atari mette in vendita la console Atari 7800 in Europa.

### Giochi
- 18 maggio — Incentive pubblica Driller, con il motore tridimensionale Freescape,  dimostrando che si possono ancora fare grandi avanzamenti tecnici sui computer a 8 bit[2][1].
- 13 luglio — Konami pubblica Metal Gear, primo capitolo della serie Metal Gear e pietra miliare degli sparatutto tattici[1].
- 12 ottobre — Lucasfilm Games pubblica Maniac Mansion, inaugurando l'interfaccia SCUMM e rivoluzionando il mondo delle avventure grafiche[1].
- 17 dicembre — Capcom pubblica Mega Man, primo capitolo della serie Mega Man.
- 18 dicembre — Square pubblica Final Fantasy, primo videogioco della serie Final Fantasy.
- 20 dicembre — SEGA pubblica Phantasy Star, primo videogioco della serie Phantasy Star.
- Capcom presenta Street Fighter, primo capitolo della serie Street Fighter.
- SEGA pubblica Thunder Blade.
- Sid Meier sviluppa Sid Meier's Pirates!.
- Sierra On-Line pubblica Leisure Suit Larry in the Land of the Lounge Lizards, primo episodio della serie di giochi Leisure Suit Larry.
- Sierra On-Line pubblica Police Quest: In Pursuit of the Death Angel, primo episodio della serie Police Quest.
- Zarch viene usato efficacemente per presentare il computer Archimedes[2].
- Esce l'arcade After Burner, notevole soprattutto per il suo cabinato che si muove su tre assi. Da ora diventa comune, tra gli arcade di guida, la produzione di una versione deluxe con movimenti idraulici del sedile[2].
- Rainbird pubblica UMS, introducendo un buon aspetto grafico nel mondo degli wargame[2].
- Hewson pubblica Nebulus, gioco d'azione molto originale[2].
- The Guild of Thieves conferma un certo ritorno in auge delle avventure testuali[2].
- Esce The Great Giana Sisters, clone di Super Mario Bros. noto per i problemi legali di plagio. Se si considera anche l'ambito della pirateria, la sua diffusione fu enorme[1].

### Classifiche
- I titoli più venduti sono, in ordine decrescente, Punch-Out!!, Zelda II: The Adventure of Link, Maniac Mansion, Leisure Suit Larry in the Land of the Lounge Lizards, Mega Man, Castlevania II: Simon's Quest, Final Fantasy, Metal Gear, Phantasy Star, Dungeon Master[1].
- I maggiori successi in sala giochi sono Double Dragon, After Burner, Operation Wolf, Contra, Pac-Mania, RoadBlasters, Rastan Saga, Street Fighter, Galaga '88, Xybots[1].
- I sistemi più diffusi sono NES, Commodore 64, MSX, Amiga 500, ZX Spectrum, Amstrad CPC, Atari 2600, Sega Master System, Atari ST, PC Engine[1].
- Gli editori con più fatturato sono Nintendo (con ampio distacco), Activision, Sega, Taito, Atari Games, Namco, Capcom, Konami, SNK, Technos Japan[1].